# Арабско завоюване на Иберийския полуостров
Арабско-ислямското (срещано и като мавърско) завладяване на Иберийския полуостров е военна кампания на нахлуващи от Африка арабски и берберски племена, предвождани от умаядски военачалници, на територията на Пиренейския полуостров в периода от 711 до 788 г.
По време на управлението на халиф Ал-Уалид I от династията Умаяди, през април или май 711 г. ислямски войски, съставени предимно от бербери от Северна Африка и предвождани от Тарик ибн Зияд, прекосяват Гибралтарския пролив. След като побеждават вестготите на Родерих в решителната битка при Гуадалете през юли, Тарик получава подкрепления от страна на своя командир Муса ибн Нусаир и продължава похода си на север. Към 717 г., арабско-берберските войски пресичат Пиренеите и навлизат в Септимания. Те продължават да завземат територии в Галия до 759 г. В резултат на нахлуването е унищожено Вестготското кралство и е установен независим Кордобски емират начело с Абд ал-Рахман I (управлявал 756 – 788 г.), който завършва обединението на ислямските територии на Иберийския полуостров, които получават името Андалус. Тази кампания бележи най-западната точка на разширение на Умаядския халифат и на исляма в Европа.

## Извори
За събитията от този период не съществуват достатъчно надеждни източници. Единственият християнски източник, считан за правдоподобен, е една Хроника от 754 г., известна като Мосарабската хроника (на испански: Crónica mozárabe de 754). С неизвестен автор и написана на простонароден латински език, тя описва събития, станали в района на Средиземноморието между 610 и 754 г. Ценен исторически източник за Византия, Вестготското кралство и Арабския халифат от VII—VIII в., тя често е неясна в описанието си. Мюсюлмански източници, писани от съвременници няма, а за тези от по-късна епоха се счита, че са идеологически повлияни. Поради това всички подробности, касаещи тези събития трябва да бъдат приемани само като вероятни.

## Предистория
Всъщност още преди нахлуването от 711 г. берберите многократно са нахлували в южната част на Иберийския полуостров. От тях произлиза и името на завоевателите, популярно сред европейците – маври. Във втората половина на VII век византийските крепости в Северна Африка се огъват една след друга пред мощния натиск на арабските завоевания. Картаген е превзет през 698 г. През 705 г. ал-Уалид I (al-Walīd I), шестият халиф на Умаядите, назначава Муса ибн Нусаир за наместник на запад; той анексира цяла Северна Африка на запад до Танжер и постига напредък в разпространението на исляма сред местното население. От друга страна, с възкачването на престола на Родерих през 709 г. Толедското кралство изпада във вътрешна криза, прераснала в междуособици. Наследниците на сваления след преврат предишен крал Витица бягат със своите привърженици в Магреб – в близост до Сеута. Християнският владетел на Сеута граф Юлиян Сеутски постига споразумение с Муса да го подкрепи във войната срещу узурпатора Родерих.

## Военни действия
През април или май 711 г. ислямски войски, съставени предимно от бербери от Северна Африка и предвождани от Тарик ибн Зияд, прекосяват Гибралтарския пролив и навлизат на европейския континент. В битката при Гуадалете на 19 юли 711 г. вестготите на Родерих са разбити, включително и поради масово дезертьорство от бойното поле. Вместо да се завърне в Африка, Тарик напредва на север и превзема Толедо, унищожавайки остарялата вестготска военна машина. Част от вестготите успяват да се оттеглят на север от Пиренеите във Франкската държава. Тарик презимува в Толедо, а на следващата година Муса начело на нова армия навлиза и след дълга обсада превзема Мерида. Той достига Толедо през лятото на 713 г. Оттам напредва в посока североизток, превземайки Сарагоса и покорявайки страната на север до Пиренеите; след това продължава на изток. В края на лятото на 714 г. Тарик и Муса са извикани в Дамаск от халифа, към този момент единствените незавладени територии на полуострова остават част от Астурия и страната на баските.
Бързият успех на завоевателите може да се обясни с липсата на консолидирана съпротива от страна на местното население, което намира подслон основно в централната планинска част на полуострова. Съпротивата му е слаба, като завоевателите намират подкрепа сред съществуващото еврейско малцинство, което е тормозено при управлението на вестготите. Освен това завоевателите водят политика, която е по-благоприятна от тази на вестготите: налозите не са така тежки; крепостните селяни, които приемат исляма, получават свобода (mawālī; ед.ч.: mawlā – мюсюлмани, които не са араби) и покровителството на местния владетел-арабин; а евреите получават равни права с християните. Така в мюсюлманска Испания се оформя нова социална структура на обществото: арабите са управляващата класа; под тях са берберите, чиято численост и влияние нараства през следващите векове поради постоянния им приток от Африка; следва местното население, избрало да приеме исляма (musālimah – ислямизирани) и техните потомци мувалади, като мнозина от тях са също така mawālī (ползват се с покровителството на владетел-арабин) или са от берберско потекло. Тази група формира болшинството от населението, тъй като през първите три века населението има социална и икономическа мотивация да приеме исляма. Най-отдолу в социалната йерархия са християните и евреите, които са избрали да запазят вярата си, но техният брой намалява с времето. Има и малка група роби (Ṣaqālibah) – пленници от север или други европейски страни и черни роби и наемници.
През 719 г. маврите пресичат Пиренеите и са пред Тулуза, а през 720 г. – по долината на Рона във Франция. В новите си владения, в началото Омаядите правят редица отстъпки, явно желаейки да привлекат на своя страна местното християнско население. След похода си до Мурсия, Абд ал-Азиз подсигурява създаването на т.нар. Теодемирово кралство, което просъществува до 740 г.
Съвсем скоро след нашествието християните оказват съпротива в битката при Ковадонга през 722 г., в която печелят първата си значителна победа. Така се слага началото на многовековен процес по възвръщане на териториите – Реконкистата. Междувременно нашествието на арабите в Западна Европа достига до брега на Лоара и е окончателно спряно след поражението им от войската на Карл Мартел в битката при Поатие през 732 г.
През 759 година франките, водени от Пипин Къси, прогонват арабите от Нарбон, завладян от тях през 719 г., и ги преследват чак до Пиренеите. Отгласът от сраженията между франки и мюсюлмани, заедно с прославяната битка при прохода Ронсево (778 г.), в която са убити много знатни франки, лежат в основата на множество епични песни, написани две-три-столетия по-късно, сред които изпъква Песен за Роланд.